# Look at Your Game, Girl
«Look at Your Game, Girl» (с англ. — «Посмотри на свою игру, девочка») — песня серийного убийцы Чарльза Мэнсона с его альбома Lie: The Love and Terror Cult (1970). Композиция представляет собой балладу о безумной женщине. Написана в жанрах фолк-рок и психоделический фолк. «Look at Your Game, Girl» была записана на кассете, которую Мэнсон рассылал звукозаписывающим компаниям, после того как он попал в тюрьму за убийство Шэрон Тейт. Критики в основном положительно оценили его версию песни, посчитав, что композиция обладает музыкальной ценностью, и провели связь между её текстом и способами, которыми Мэнсон манипулировал своими последователями.
После знакомства Эксла Роуза с альбомом Lie: The Love and Terror Cult, Guns N’ Roses выпустили кавер-версию «Look at Your Game, Girl» на своём альбоме «The Spaghetti Incident?». (1993). Версия Guns N’ Roses представляет собой балладу в стиле лаунж с элементами бразильской и карибской музыки. Кавер-версия песни была негативно оценена критиками, посчитавшими, что она сделана с дурным вкусом. Решение Guns N’ Roses сделать кавер на композицию вызвало немало споров, поскольку некоторые опасались, что Мэнсон может нажиться на этом. В конечном счёте, авторские отчисления Мэнсона за кавер были переданы сыну одной из жертв Мэнсона, и разногласия не повлияли на продажи «The Spaghetti Incident?».

## О песне

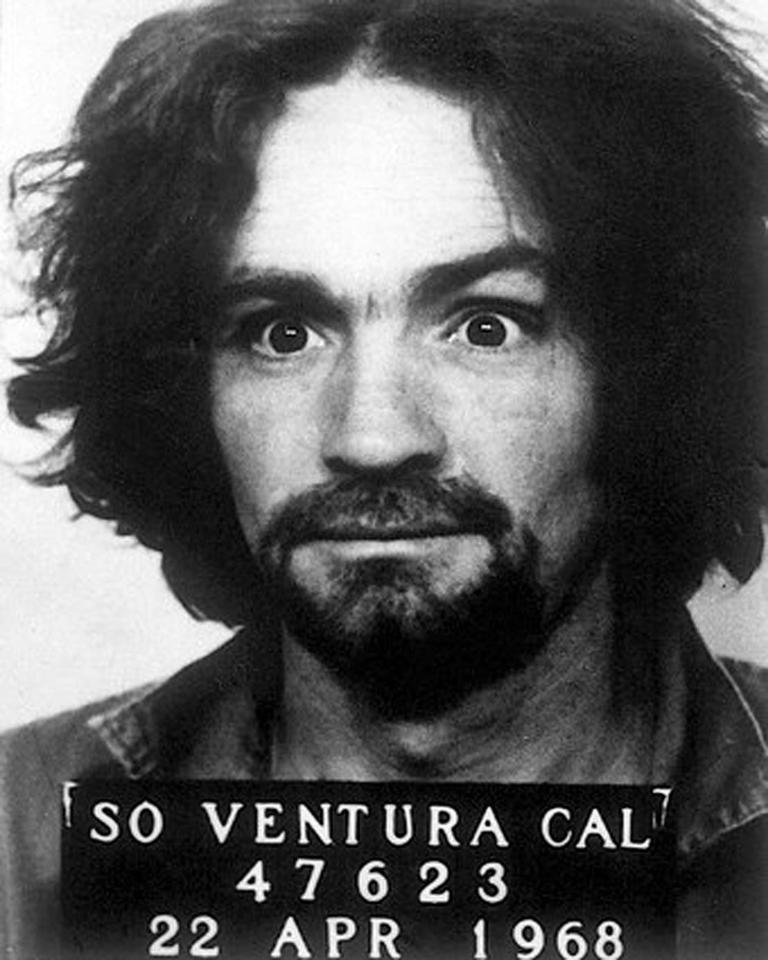
Фотография Мэнсона, сделанная в начале 1968 года

Песня «Look at Your Game, Girl» была написана в 1968 году. Мэнсон надеялся, что с её помощью он сможет подписать контракт со звукозаписывающей компанией. Композиция представляет собой среднетемповую балладу в жанрах фолк-рок и психоделический фолк длиной в две минуты. Как и все песни на альбоме Lie: The Love and Terror Cult, представляет собой демо-запись. Мэнсон поёт: «Думаешь, что любишь, детка, но всё, что ты делаешь, это плачешь… Реальны ли эти чувства?»; трек рассказывает о сумасшедшей женщине, которая играет в «безумную игру» и в поисках любви нашла только печаль. По мнению Мишель Л. Лёрнд, композиция посвящена Шэрон Тейт, ранее убитой «Семьёй» Мэнсона.
По словам Алекса Хендерсона из AllMusic, «Look at Your Game, Girl» «воплощает основной подход Мэнсона к влиянию на молодых женщин, нацеленный на их социально навязанные комплексы и подразумевающий, что его путь лучше и свободнее. Это проблематично, учитывая его замечательное умение управлять сознанием». Мэнсон в основном вдохновлялся такими фигурами, как The Beatles, Роберт Хайнлайн и Л. Рон Хаббард. Обсуждая музыку Мэнсона, Марк Сэвидж из BBC News назвал его игру на гитаре «примитивной», а его тексты «неорганизованными».
Мэнсон записал до сих пор не изданный вариант «Look at Your Game, Girl» на ту же восьмидорожечную кассету, которую The Beach Boys использовали для ауттейка «Well You Know I Knew» из альбома 20/20. Другая запись песни была включена в кассету, которую Мэнсон разослал звукозаписывающим компаниям, после того как его посадили в тюрьму за убийство Шэрон Тейт в 1969 году. Эта кассета была выпущена под названием Lie в 1970 году бывшим соседом Мэнсона Филом Кауфманом, а авторские права на неё принадлежали Awareness Records.

## Приём и критика
Алексис Петридис из The Guardian написал: «Если можно было бы с натяжкой утверждать, что несколько песен, записанных Мэнсоном до убийств, имеют какую-то музыкальную ценность — в частности „Look at Your Game, Girl“ — то в последующих записях нет абсолютно ничего достойного внимания». Рауль Д’Гама Роуз из All About Jazz назвал «Look at Your Game, Girl» «культовой» песней, которая «выдержала испытание временем». Крис Йейтс из Noisey сказал, что «трек представляет собой довольно интересную аномалию фолк-рока, хотя, очевидно, она могла бы исчезнуть в небытие, если бы не её автор». Йейтс считает, что она превосходит музыку, созданную лидерами сект Дэвидом Корешем и Джимом Джонсом. Джефф Врабел, написавший статью для GQ, назвал трек «хитом», а Говард Джонсон из TeamRock описал песню как «удивительно трогательную». Марк Сэвидж из BBC News сказал, что музыка Мэнсона «не очень хороша», но текст композиции «[рисует] жутко точную картину методов, которые он использовал для манипулирования членами своего культа». Эдуардо Ривадавия из Ultimate Classic Rock считает трек «психоделической реликвией».

## Версия Guns N’ Roses

### Предыстория и запись

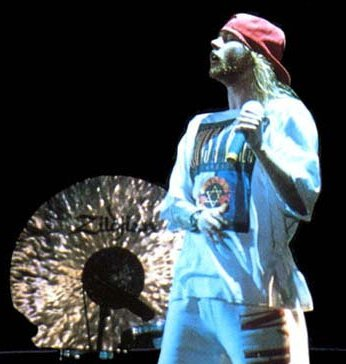
Роуз в парке Яркон в Тель-Авиве, Израиль, в мае 1993

Существуют противоречивые сведения о том, как Эксл Роуз впервые познакомился с песней Мэнсона. Сам Роуз утверждал, что с треком его познакомил брат во время игры в «угадай мелодию». Мэрилин Мэнсон рассказал о знакомстве с Роузом в своей автобиографии «Долгий, трудный путь из ада» (1998). Согласно книге, Трент Резнор из Nine Inch Nails взял Мэнсона на концерт U2, где он встретил Роуза за кулисами; там Мэрилин упомянул свою композицию «My Monkey», в которую вошли слова из песни «Mechanical Man» с альбома Lie: The Love and Terror Cult. Роуз сказал, что никогда не слышал о Lie, и Мэнсон посоветовал ему послушать его. Шесть месяцев спустя группа Роуза Guns N’ Roses выпустила свой вариант «Look at Your Game, Girl» на альбоме «The Spaghetti Incident?» (1993), где они исполнили каверы на старые панк-рок-песни. Мэрилин Мэнсон позже выразил возмущение тем, что ссылки на Чарльза Мэнсона в музыке стали «модными». Примерно в то же время, когда Guns N’ Roses исполнили «Look at Your Game, Girl», Роуз носил футболку с изображением Чарльза Мэнсона и надписью «Charlie don’t surf».
Услышав «Look at Your Game, Girl», Роуз сказал: «мне понравились слова и мелодия. Услышав её, я был потрясён и подумал, что, возможно, есть и другие люди, которые захотят её услышать». Роуз также «почувствовал иронию в том, что такую песню [о безумии] записал Чарльз Мэнсон, человек, который должен знать внутренние тонкости безумия». Песня была выпущена по требованию Роуза, несмотря на протест его коллег по группе. Роуз и Диззи Рид (на перкуссии) — единственные участники Guns N’ Roses, которые приняли участие в записи, а на акустической гитаре сыграл Карлос Буй. Кавер Guns N’ Roses представляет собой балладу в стиле лаунж с элементами бразильской и карибской музыки. Джеффри Хаймс из Paste назвал кавер «лёгким», а Брайан Ролли из Billboard — «энергичным».
По словам Хаймса из Paste, версия Guns N’ Roses существенно не изменила оригинал Чарльза Мэнсона. В конце кавера Роуз говорит: «Спасибо, Чез». Песня была выпущена как скрытый трек, и Мэнсон никогда не упоминался на упаковке альбома. Песня «Look at Your Game, Girl» начинается спустя двенадцать секунд тишины после предыдущей композиции «I Don’t Care About You». Гитарист Guns N’ Roses Слэш сказал, что кавер был сделан в духе «наивного и безобидного чёрного юмора», а авторские отчисления группа пожертвовала жертвам Мэнсона. Ник Кент из The Guardian сообщил, что трек был задуман как послание бывшей девушке Роуза Стефани Сеймур.

### Приём и критика

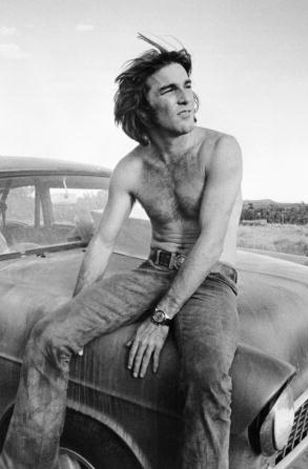
Эксл Роуз заявил, что изначально считал автором песни Денниса Уилсона.

Элизабет Гарбер-Пол из Rolling Stone написала, что «прямолинейный кавер» — это «довольно невпечатляющий трек при первом прослушивании», добавив, что он звучит как «халтурная попытка соблазнить женщину… пока вы не поймёте, что парень, написавший его, возглавлял секту, ориентированную на женщин». В своей рецензии на «The Spaghetti Incident?» Стивен Томас Эрлевайн из AllMusic сказал, что «песня Чарльза Мэнсона оставляет неприятное послевкусие, но не из-за самой композиции; её включение кажется рекламным трюком, способом увеличить продажи, одновременно пытаясь восстановить свой авторитет. И как доказывает „The Spaghetti Incident?“, им не нужно было опускаться так низко».
Алексис Петридис из The Guardian написал, что кавер группы Guns N’ Roses и другие упоминания Мэнсона музыкантами — это «всё более затасканный, клишированный, короткий путь к тому, чтобы представить артиста опасным и непобедимым, преступником, который бросает вызов общепринятым нравам», и «часто кажется, что это делается без каких-либо реальных размышлений о том, с кем именно артист себя ассоциирует». Эдуардо Ривадавия из Ultimate Classic Rock назвал кавер-версию самой худшей песней в карьере группы, отвергнув её как «наигранную попытку подчеркнуть репутацию „самой опасной группы в мире“». Редакция журнала Spin, напротив, назвала композицию «добротной» и превосходящей «Paradise City» (1987), хотя происхождение трека вызвало у них отвращение.
По словам Кристофера Р. Вайнгартена из Rolling Stone, «кавер на песню нашумевшего убийцы стал одним из самых громких споров за всё время существования группы». Джей Ди Консидайн написал в The Baltimore Sun, что «альбом едва успел появиться в музыкальных магазинах за неделю до того, как группы правозащитников начали возмущаться». Патти Тейт, дочь Дорис Тейт и сестра Шэрон Тейт, отреагировала на кавер, сказав: «Неужели Эксл Роуз не понимает, что этот человек сделал с моей семьёй? Мне очень больно и обидно, что Guns N’ Roses используют убийство моей сестры и других людей в корыстных целях». Джесси Маккинли из The New York Times подсчитал, что Мэнсон мог заработать до 60 тысяч долларов за каждый миллион проданных копий «The Spaghetti Incident?», в то время как Калифорнийский департамент исправительных и реабилитационных учреждений заявил, что эта цифра составляет 62 тысячи долларов за каждый миллион проданных копий альбома. Дэвид Геффен, глава Geffen Records, лейбла, выпустившего «The Spaghetti Incident?», прокомментировал: «Тот факт, что Чарльз Мэнсон будет зарабатывать деньги на славе, которую он получил, совершив одно из самых ужасных преступлений 20-го века, для меня немыслим»; Геффен был знаком с двумя жертвами «Семьи Мэнсона».
В ответ на утверждения о том, что он прославляет Мэнсона, Роуз сказал: «Я ни в коем случае не являюсь экспертом по Мэнсону, но в то, что он сделал, я не верю. Он больной человек». Роуз также заявил, что изначально считал автором песни Денниса Уилсона, участника The Beach Boys и бывшего знакомого Мэнсона. МакКинли из The New York Times счёл утверждение Роуза сомнительным, поскольку Роуз благодарит «Чеса» в конце композиции. Группа рассматривала возможность удаления трека из последующих копий «The Spaghetti Incident?». Доля Мэнсона в авторских отчислениях была передана сыну убитого «Семьёй» Войцеха Фриковски, Бартеку Фриковски. Бартек, чьи дети были поклонниками группы, прокомментировал: «Хотя эта новая ситуация не может изменить прошлое, я надеюсь, что в будущем появится что-то позитивное». Он расценил решение группы сделать кавер на трек Мэнсона и последовавшие за этим последствия как «причудливую цепь событий». Джей Ди Консидайн из The Baltimore Sun отметил, что споры не помешали коммерческому успеху «The Spaghetti Incident?». Разногласия заставили представителей Nothing Records сообщить Мэрилину Мэнсону, что лейбл не будет выпускать «My Monkey», хотя позже они передумали и выпустили песню.